# Eric Lutes
Eric Lutes (nacido el 19 de agosto de 1962) es un actor estadounidense, conocido por sus papeles de Del Cassidy en Caroline in the City, Jerry Stanton en Switching Goals y Jake Carlson en So Little Time (protagonizada por Mary-Kate Olsen y Ashley Olsen).  

## Primeros años
Lutes nació en Woonsocket, Rhode Island, y se crio en Charlestown, Rhode Island, hijo de Claire, enfermera psiquiátrica y astróloga, y John Lutes, artista.

## Carrera
Su carrera comenzó con varios anuncios publicitarios. Luego se mudó a la ciudad de Nueva York y apareció en muchas producciones off-Broadway antes de finalmente mudarse a Los Ángeles, donde consiguió un papel en Caroline in the City. También interpretó al gerente de la estación KACL, Tom Duran, en la segunda temporada de Frasier y ha aparecido en numerosas películas para televisión.

## Filmografía

### Películas
| Año  | Título                                | Papel            | Notas        |
| ---- | ------------------------------------- | ---------------- | ------------ |
| 1987 | Psychos in Love                       | Mecánico         |              |
| 1992 | Distant Justice                       | Charlie Givens   |              |
| 1993 | New York Cop                          | Powell           |              |
| 1995 | Body Count                            | Detective        |              |
| 1998 | Blood, Guts, Bullets and Octane       | Dick Dupree Jr.  |              |
| 1998 | Bram Stoker's Legend of the Mummy     | Robert Wyatt     |              |
| 2000 | Gedo                                  | Winters          |              |
| 2002 | Jane White Is Sick & Twisted          | Candy            |              |
| 2002 | Papal Cab                             | Richard          | Cortometraje |
| 2003 | Inhabited                             | Brad Russell     |              |
| 2004 | The List                              |                  | Cortometraje |
| 2005 | The 12 Dogs of Christmas              | Coach Cullimore  |              |
| 2010 | Ironhorse                             | Future Krzysztof |              |
| 2010 | Adventures of a Teenage Dragon Slayer | Shane            |              |
| 2016 | Jessica Darling's It List             | Mr. Darling      |              |
| 2016 | Good Kids                             | Esposo de Gabby  |              |
| 2016 | The Suitor                            | Salesman         | Cortometraje |
| 2023 | The Collective                        | George           |              |
| 2024 | Junction                              | Hicks            |              |

### Televisión
| Año       | Título                                     | Papel                 | Notas                                  |
| --------- | ------------------------------------------ | --------------------- | -------------------------------------- |
| 1984      | I Lost On Jeopardy                         | Millard Snotkin       | Videoclip (sin acreditar)              |
| 1989      | All My Children                            | Gerente de Valley Inn | Episodio: "#1.5182"                    |
| 1994–1995 | Frasier                                    | Tom Duran             | 2 episodios                            |
| 1994      | Heaven Help Us                             | Jeff Barnett          | Episodio: "A Match Made in Heaven"     |
| 1994      | All-American Girl                          | Grant                 | Episodio: "Loveless in San Francisco"  |
| 1994      | Ellen                                      | Greg                  | Episodio: "The Christmas Show"         |
| 1995      | Loco por ti                                | Mick                  | Episodio: "How to Fall in Love"        |
| 1995      | The Commish                                | Ernie Bradford        | Episodio: "Off Broadway"               |
| 1995      | The Rockford Files: A Blessing in Disguise | Danny Barkley         | Película de televisión                 |
| 1995–1999 | Caroline in the City                       | Del Cassidy           | 97 episodios                           |
| 1996      | Full Circle                                | Drew Lands            | Película de televisión                 |
| 1998      | Legion of Fire: Killer Ants!               | Dr. Jim Conrad        | Película de televisión                 |
| 1999      | Switching Goals                            | Jerry Stanton         | Película de televisión                 |
| 2000      | Martial Law                                | Hargrove              | Episodio: "Scorpio Rising"             |
| 2001      | Twice in a Lifetime                        | Bobby Kremsky         | Episodio: "Daddy's Girl"               |
| 2001      | Ally McBeal                                | Eric Bennett          | Episodio: "Falling Up"                 |
| 2001–2002 | So Little Time                             | Jake Carlson          | 26 episodios                           |
| 2002      | Strong Medicine                            | Trevor                | Episodio: "Shock"                      |
| 2003      | Without a Trace                            | Dr. Evan Mayhew       | Episodio: "Moving On"                  |
| 2005      | Inconceivable                              | Dr. Adam James        | Episodio: "Balls in Your Court"        |
| 2006      | The Black Hole                             | Russ Martin           | Película de televisión (sin acreditar) |
| 2006      | The Suite Life of Zack and Cody            | Harry O'Neal          | Episodio: "Have a Nice Trip"           |
| 2006      | CSI: Miami                                 | Todd Baransky         | Episodio: "Death Pool 100"             |
| 2006      | Cold Case                                  | Levon Krace           | Episodio: "The Red and the Blue"       |
| 2009      | House M. D.                                | Derek Retzinger       | Episodio: "Known Unknowns"             |
| 2010      | Desperate Housewives                       | Guy #1                | Episodio: "Lovely"                     |
| 2010      | Miami Medical                              | Greg                  | Episodio: "Time of Death"              |
| 2010      | 90210                                      | David                 | Episodio: "Best Lei'd Plans"           |
| 2012      | Shake It Up                                | Snappy Sammy          | Episodio: "Whodunit Up?"               |
| 2015      | How to Get Away with Murder                | Dale                  | Episodio: "I Want You to Die"          |